# Partito della Sinistra - Zona Franca
Il Partito della Sinistra - Zona Franca (PdS) è un partito politico sammarinese di sinistra, socialista democratico.
Il 20 agosto 2005, dall'unione del Partito della Sinistra - Zona Franca, di Rifondazione Comunista Sammarinese, e di un'ala scissionista del Partito dei Socialisti e dei Democratici, è nato il movimento Sinistra Unita, inizialmente come gruppo consiliare, e poi come lista unica per le Elezioni politiche del 2006. L'alleanza ha raccolto l'8.67% delle preferenze conquistando 5 seggi al Consiglio Grande e Generale (di cui 2 di Zona Franca) ed è entrata a far parte del Congresso di Stato (il Governo della Repubblica).
Il Partito della Sinistra - Zona Franca ha quindi ottenuto un rappresentante al governo, la leader Francesca Michelotti, nominata Segretario di Stato alla Pubblica Istruzione, agli Istituti Culturali, all'Università e agli Affari Sociali.

## Risultati elettorali
| Elezione          | Voti  | Seggi  |
| ----------------- | ----- | ------ |
| Parlamentari 2006 | 1 911 | 5 / 60 |
| Parlamentari 2008 | 1 797 | 5 / 60 |
| Parlamentari 2012 | 1 808 | 5 / 60 |